# Benvenuti nella giungla (film)
Benvenuti nella giungla (Welcome to the Jungle) è un film del 2013 diretto da Rob Meltzer e interpretato da Jean-Claude Van Damme.

## Trama
Un gruppo di colleghi partecipa a un seminario di due giorni di team building su un'isola selvaggia capitanato dall'ex marine Storn Rothchild. Il gruppo comprende Chris, un mite impiegato ed Eagle Scout; Phil, un bullo manipolatore che ruba le sue idee; Lisa, manager delle risorse umane e interesse amoroso di Chris; e Jared, un fannullone sarcastico e miglior amico di Chris. Tuttavia, quando l'anziano pilota viene trovato morto (forse per un malore) e Storm precipita dalla scogliera lottando contro una tigre, fuggita dalla sua gabbia nell'aereo, gli impiegati devono cavarsela da soli.
Phil cerca di assumere il comando, ma tutti votano Chris in quanto è l'unico con le giuste competenze e conoscenze. Phil trova del caffè e vi aggiunge un'erba allucinogena che induce un'orgia tra alcuni colleghi. Il gruppo si divide in due squadre. Il team di Chris è composto da Lisa, Jared e Mandy. Phil dà da mangiare alla sua squadra più erbe psichedeliche e si pone come Dio. Il team di Chris trova un edificio abbandonato con delle provviste. Storm si rivela essere vivo e non è un marine, ha organizzato il viaggio e altre assurdità per provare di essere un soldato. La squadra di Chris viene catturata dal gruppo di Phil ma il ragazzo batte il rivale fingendo di essere un dio migliore. Tramite un focolaio improvvisato una nave salva gli impiegati, tranne Phil che viene lasciato indietro e Storm viene arrestato per diverse truffe. Chris ottiene il lavoro di Phil, ma si dimette, portando Lisa con sé e salutano Jared che sta uscendo con Mandy. 
Phil rimasto sull'isola in preda alla solitudine scrive una lettera (che non può spedire) quando si sente il ruggito della tigre anche lei sopravvissuta alla caduta

## Distribuzione
Il film in Italia è stato distribuito nel 2014 dalla Universal Pictures, direttamente in DVD.